# Doris wellingtonensis
Doris wellingtonensis is een slakkensoort uit de familie van de Dorididae. De wetenschappelijke naam van de soort werd voor het eerst geldig gepubliceerd in 1877 door Abraham.